# Капаа
Капаа (гав. Kapaʻa, букв. «твёрдый») — статистически обособленная местность, расположенная в округе Кауаи, штат Гавайи, США.

## История
На протяжении XIX и XX веков основой экономики Капаа было сельское хозяйство. На территории статистически обособленной местности располагались плантации сахарного тростника и ананасов.

## География
Согласно Бюро переписи населения США статистически обособленная местность Капаа имеет общую площадь 25,9 км², из которых 25,3 км² относится к суше и 0,6 км² (2,4 %) — к водным ресурсам.

## Демография
По данным переписи населения за 2000 год в Капаа проживал 9471 человек, 2281 семьи, насчитывалось 3129 домашних хозяйств.
Расовый состав Капаа по данным переписи распределился следующим образом: 27,8 % белых, 0,3 % — чёрных или афроамериканцев, 0,5 % — коренных американцев, 31,7 % — азиатов, 10,0 % — коренных жителей тихоокеанских островов, 28,7 % — представителей смешанных рас, 1,0 % — других народностей. Латиноамериканцы составили 9,5 % населения.
Из 3129 домашних хозяйств в 40,6 % — воспитывали детей в возрасте до 18 лет, 51,1 % представляли собой совместно проживающие супружеские пары, в 15 % семей женщины проживали без мужей, 27,1 % не имели семьи. 20,4 % от общего числа семей на момент переписи жили самостоятельно, при этом 6,2 % составили одинокие пожилые люди в возрасте 65 лет и старше. В среднем домашнее хозяйство ведут 2,99 человек, а средний размер семьи — 3,44 человек.
Население Капаа по возрастному диапазону (данные переписи 2000 года) распределилось следующим образом: 29,8 % — жители младше 18 лет, 7,8 % — между 18 и 24 годами, 29,3 — от 25 до 44 лет, 22,8 % — от 45 до 64 лет и 10,4 % — в возрасте 65 лет и старше. Средний возраст жителей составил 35 лет. На каждые 100 женщин приходился 98,2 мужчин, при этом на каждые сто женщин 18 лет и старше приходилось 94,9 мужчин также старше 18 лет.

## Экономика
Средний доход на одно домашнее хозяйство в Капаа составил 39 448 доллар США, а средний доход на одну семью — 45 878 долларов. При этом мужчины имели средний доход в 30 129 доллара в год против 25 680 долларов среднегодового дохода у женщин. Доход на душу населения составил 16 878 долларов в год. 14,1 % от всего числа семей в местности и 15,7 % от всей численности населения находилось на момент переписи за чертой бедности, при этом 18,6 % из них были моложе 18 лет и 12,6 % — в возрасте 65 лет и старше.